# 彼得伦基 (米尔霍罗德区)
49°53′34″N 34°6′8″E / 49.89278°N 34.10222°E
彼得伦基（羅馬化：Petrenky），2024年9月前名为佩爾紹特拉夫内韋（Першотравневе），是烏克蘭中部波爾塔瓦州米爾霍羅德區希沙基市镇的村莊，距離佩拉赫伊夫卡和薩馬雷1公里，海拔高度145米，2001年人口51。
2024年9月19日，乌克兰最高拉达将此村的名字改为彼得伦基。